# Coll de les Forques
De Coll de les Forques is een monument op de berg Forques in El Perelló (Catalaans: Baix Ebre) in Catalonië dat in 1994 werd opgericht ter ere van dertien verdedigers van het dorp tegen de Spaanse overheersing.
De mannen aan wie het monument gewijd is, waren gelegerd op de Coll de les Forques toen het dorp aangevallen werd door het leger van Filips IV van Spanje, geleid door diens commandant de markies de los Vélez. Ze wisten een dag stand te houden tegen een veel grotere legermacht.